# Comunidade Missionária de Villaregia
A Comunidade Missionária de Villaregia - CMV é uma comunidade missionária, ou mais precisamente, uma associação pública internacional de fiéis da Igreja católica, de direito pontifício.
A Comunidade foi fundada em 1981, na Diocese de Chioggia (VE), por padre Luigi Prandin e por Maria Luigia Corona. O objetivo da Comunidade é seguir os preceitos da Igreja Católica pela Missão Universal, isto é, levar o Evangelho a todos os homens. Os membros da comunidade, são tanto leigos (membros agregados) quanto sacerdotes e missionários (membros efetivos), que se empenham na ação do apostolado e do serviço aos pobres, sobretudo nos países em desenvolvimento. Os princípios da comunidade, considerados também como os pilares do seu carisma, são comunhão, missão e providência.
Membros efetivos – São o coração da Comunidade. Doam suas vidas a Deus com os votos de pobreza, obediência e castidade celibatária (ou conjugal para os casados). Um quarto voto exprime o carisma específico: "Ser Comunidade para a Missão ad gentes". Atualmente, são cerca de quinhentas pessoas, que se dividem em quatro núcleos:
- Missionários consagrados;
- Missionárias consagradas;
- Missionários no mundo;
- Casais missionários.

Membros agregados – São pessoas que se unem à caminhada da Comunidade e das suas atividades, sem ter vínculo de votos. Hoje são milhares e se dividem em outros quatro grupos, que são:
- Voluntários;
- Participantes dos grupos GimVi (Grupos Interparoquiais Missionários Villaregia);
- Animadores missionários;
- Amigos da Missão.

A comunidade está presente na Italia, na Costa do Marfim, no Brasil, no Peru, no México, em Porto Rico, em Moçambique e no Burkina Faso.
Tanto na Itália como nas outras missões, a Comunidade oferece serviços de animação comunitária e missionária em paróquias, escolas, em outras associações e órgãos eclesiais e sociais com o objetivo de propagar a doutrina comunitária e missionária, para um maior empenho nos países, principalmente nas regiões que contam com amplas zonas de pobreza.
Além da evangelização e das atividades missionárias, a Comunidade também promove as seguintes iniciativas: Centro de Acolhida para crianças e jovens, Centros Culturais para jovens e adultos, Centros de Assistência Médica, Restaurantes Populares, Cursos de Alfabetização e Centro de Defesa à Vida.

## A Comunidade Missionária de Villaregia na Itália
- Villaregia di Porto Viro (Rovigo)
- Quartu Sant'Elena (Cagliari)
- Pordenone
- Roma
- Nola (Nápoles)
- Lonato (Bréscia)
- Vedrana (Bolonha)

## A Comunidade Missionária de Villaregia em outras localidades no mundo
- São Paulo,  Brasil
- Belo Horizonte,  Brasil
- Yopougon,  Costa do Marfim
- Texcoco,  México
- Arecibo,  Porto Rico
- Lima,  Peru
- Maputo,  Moçambique
- Ougadougou,  Burkina Faso